# علی‌آباد (مروست)
علی‌آباد یک روستا در ایران است که در استان یزد واقع شده‌است.